# Surnadal
Surnadalⓘ là một đô thị ở hạt Møre og Romsdal, Na Uy.
Surnadal được lập làm đô thị ngày 1 tháng 1 năm 1838 (xem formannskapsdistrikt). Rindal đã được tách khỏi Surnadal năm 1858. Stangvik và Åsskard (được tách khỏi Stangvik ngày 1 tháng 5 năm 1895) đã được sáp nhập với Surnadal ngày 1 tháng 1 năm 1965.
Dạng tiếng Na Uy Cổ của đô thị này là Surnardalr. Tiếp đầu ngữ là sở hữu cách của tên sông Surna, còn đuôi là dalr m 'thung lũng'.
Cho đến năm 1918, tên này được viết Surendalen.
Đô thị này gồm Thung lũng chính Surnadal và nhiều Thung lũng và làng khác như: Bæverfjord, Bæverdalen, Bøfjorden, Østbødalen, Todalen, Stangvik và Øvre Surnadal. Đô thị này được dãy núi Trollheimen và Sunndal bao quanh về phía nam, Rindal về phía đông, Halsa về phía bắc và các fjord về phía tây.
Đỉnh núi cao nhất là Snota, 1.668 m. Sông Surna (Na Uy) chảy qua Thung lũng từ phía đông qua tây. Đô thị này là quê hương của Hans Hyldbakk và Rune Gjeldnes.